# Homalocantha dovpeledi
Homalocantha dovpeledi is een slakkensoort uit de familie van de Muricidae. De wetenschappelijke naam van de soort is voor het eerst geldig gepubliceerd in 1982 door Houart.